# Tragidion agave
Tragidion agave är en skalbaggsart som beskrevs av Ian Swift och Ray 2008. Tragidion agave ingår i släktet Tragidion och familjen långhorningar. Inga underarter finns listade i Catalogue of Life.